# Rozhledna Pancíř
Rozhledna na Pancíři byla první rozhledna postavená již v roce 1880. Jednalo se o dřevěnou konstrukci sbitou z několika trámů, kterou vybudovali členové Rakouského turistického klubu. Vydržela však jen několik let. V roce 1896 se pokusil postavit rozhlednu na Pancíři odbor Klubu českých turistů Klatovy, ale projekt byl zmařen nepřízní majitelů půdy a protiagitací.
Současnou chatu s rozhlednou nechal vybudovat Klub československých turistů v roce 1923 (slavnostní otevření proběhlo 28. září 1923). Autorem projektu byl architekt Janovský z Klatov, realizaci stavby zajistil stavitel Kuchler z Železné Rudy. Chata byla pojmenována po Jaroslavu Mattušovi, kterým byl propagátorem šumavské turistiky. Dnes je nazývána Horská chata Pancíř.